# Вільнія
Вільнія (од лит. Vilnija — назва Вільнюського краю) — крайня, екстремістська, націоналістична організація в Литві.
Створена у 1988 році, від початку мала антипольський характер. Друзі ораганізації звинувачували Польщу та поляків, зокрема польської меншини в Литві, у прагненні до полонізації Литви та відокремлення Віленського краю. Фінансувалася з державного бюджету як «суспільнокорисна» організація, що пропагує литовську мову та культуру на т. зв східної Литви.
Вільнія підтримує литвинізацію польської меншини, яка, за словами Vilnija, складається з полонізованих литовців, яких слід «повернути до свого коріння». Організація вимагає припинення роботи нелитовських (польських) шкіл у Литві та зменшення впливу політичної партії польської меншини (Акція виборчої поляків у Литві).
Вільнія також проводить історичні та пропагандистські кампанії, напр. вимагаючи польських вибачень за повстання Желіговського та міжвоєнну «окупацію» Вільнюса, а також демонізуючи Армію Крайову, звинувачуючи її в геноциді проти литовців (зокрема перебільшуючи злочин у Дубинках).
Своїми діями ця організація кілька разів сприяла погіршенню польсько-литовських відносин; її також критикувала польська преса, польські політики та Міністерство закордонних справ Польщі.

## Члени та прихильники
Серед відомих членів і прихильників організації - її багаторічний лідер Казімєрас Гаршва, депутат Сейму і засновник організації Ромуальдас Озолас, письменник Ізидоріус Шимеліоніс.
У 2016 році Казімєрас Гаршва був нагороджений Хрестом Лицаря Ордена за заслуги перед Литвою. 
Литовський лінгвіст-історик Зігмас Зінкявічюс також був прихильником "Вільнія".